# Soufflet à bouche

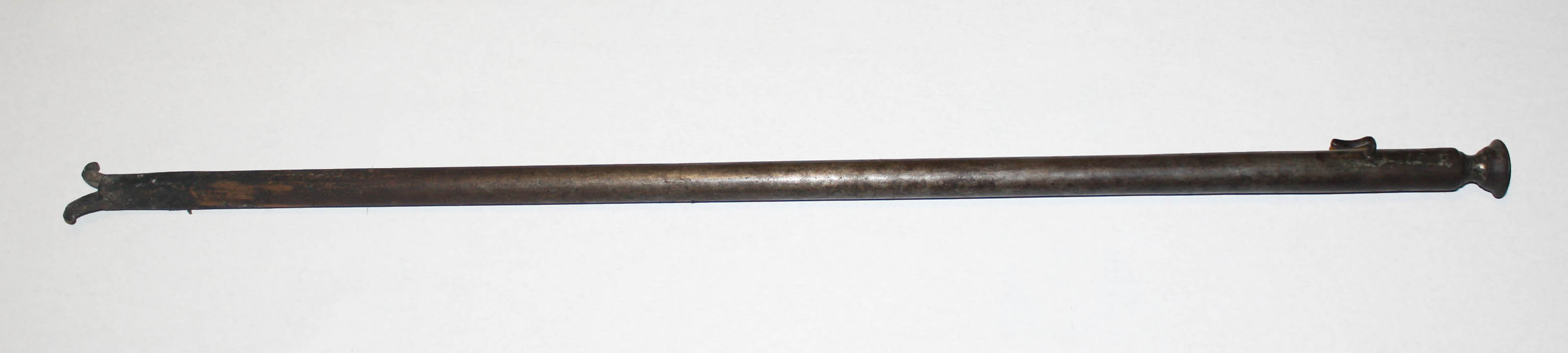
Soufflet à bouche en fer forgé.

Le soufflet à bouche est le plus élémentaire des soufflets : un tube de bois ou de métal dans lequel on souffle pour attiser le feu.

## Terminologie
Étant donné son ancienneté et son universalité, le soufflet à bouche est désigné par de multiples termes, selon sa situation géographique et ses variations matérielles : canabuse ou sarbacane, ou soufflette (en wallon, soflète, sofla, sofflette), ou diable, ou souflet à canon, ou bouffadou (Occitanie), ou chalumeau, cette liste n’est pas exhaustive.
Le soufflet à bouche peut aussi désigner une catégorie d'outils scientifiques qu'on appelle tube de soufflage ou chalumeau (en anglais blowpipe) : cet instrument projette une flamme stable contre la surface d'un minéral et permet  ainsi de révéler la présence de certains métaux au-delà de la gangue de terre et d'oxydes qui les recouvre. Redécouvert par Berzelius, l'ingénieur suédois Swab en popularise l'usage parmi les géologues et les chimistes à partir de 1740 : ainsi, Antoine Lavoisier, Edward Daniel Clarke, Robert Hare, Axel Fredrik Cronstedt et Goldsworthy Gurney découvrent par expérimentation le rôle de l'oxygène et de l'hydrogène comme comburants pour augmenter l'action du feu dans les opérations de transformation chimiques, notamment dans l'analyse des minéraux, etc.

## Description
Le soufflet à bouche est constitué d'un long tube en fer ou en bois d'un mètre environ, ou quelquefois par un canon de fusil sans culasse. On souffle à une extrémité, dont la forme est éventuellement aménagée, comme pour une trompette, pour recevoir les lèvres. L'autre extrémité est plongée dans les braises de l'âtre.  Le soufflet peut se terminer par une pointe, une fourche ou une spatule et combiner la fonction de soufflet avec celle de fourche d'âtre, de pelle ou de pincettes. C'est donc à ce type, amélioré par sa combinaison avec la fourchette à feu qu'appartiennent les « grappins » maconnais,.

« Le plus simple des soufflets est la sarbacane qui est encore en usage dans certains pays. C'est un long tube tel qu'un vieux canon de fusil sans culasse. On applique les lèvres sur une extrémité et l'on pousse le vent sur les charbons en ignition. Ce tube dirige le souffle et l'empêche de se disperser de tous côtés. Cet instrument sert encore à lancer de petites boules des pois exemple avec lesquels des personnes adroites réussissent à ajuster de petits oiseaux et à les atteindre. »

L'origine de l'objet est très ancienne. Certaines représentations égyptiennes le montrent : on voit en effet sur un fourneau dans l'une des tombes de Gournah à Thèbes « un vase au travers duquel paraît suinter un liquide et un personnage debout auprès du fourneau est occupé à activer le feu au moyen d'un soufflet à bouche ou chalumeau ». Les Égyptiens se servent du roseau pour faire des flûtes, des flèches, des treillages, des tubes à l'usage des soufflets de forge. La technique pourrait aussi être utilisée à l'âge du bronze, dans les Bouches-du-Rhône, pour les travaux de métallurgie.